# Amplasamentul de faună de lângă satul Calfa
Amplasamentul de faună de lângă satul Calfa este un monument al naturii de tip geologic sau paleontologic în raionul Anenii Noi, Republica Moldova. Este amplasat la nord-vest de satul Calfa, la est de podul peste calea ferată, pe malul drept al râului Bîc. Are o suprafață de 35 ha, sau 11,79 ha conform unor aprecieri mai recente. Obiectul este administrat de Cooperativa Agricolă de Producție „Vierul”.

## Descriere
Punctul fosilifer de la Calfa a fost descoperit la începutul sec. al XX-lea de geologul rus Vladimir Laskarev⁠(d). În a doua jumătate a secolului XX amplasamentul a fost studiat mai amănunțit, inclusiv de paleontologul Alexandru Lungu.
În sit au fost găsite resturi scheletice de mamifere, păsări, reptile, pești, moluște și unele plante, acumulate la baza unei stânci sarmațiene 10-12 milioane de ani în urmă. Colecția este una din cele mai bogate, variate și vechi din sarmațianul mediu din Europa.
Majoritatea animalelor descoperite erau mamifere (Hemisorex suhovi, Proochotona calfense, Neocricetodon (Kowalskia) moldavica, Mahairodus lascarevi, Hippotherium sarmaticum, Lagomeryx flerovi, Schizochoerus vallezensis), mai puține reptile (Sarmatemys lungui, Vipera sarmatica) și altele.

### Secționare stratigrafică
Stratigrafia depozitelor din amplasamentul de la Calfa prezintă următoarele secțiuni:
| Nr. | Grosime (m) | Denumire                                          |
| --- | ----------- | ------------------------------------------------- |
| 1   | 0,3         | cernoziom                                         |
| 2   | 2,5         | lut                                               |
| 3   | 1,5         | sol fosil                                         |
| 4   | 1,4         | lentile de nisip dispuse diagonal                 |
| 5   | 1,7         | pietriș de diferite dimensiuni                    |
| 6   | 1,7         | argilă calcaroasă cu fosile de animale și pietriș |
| 7   | 0,7         | calcar cu fosile de animale                       |
| 8   | 0,2         | calcar cu pietriș                                 |
| 9   | 0,3-1,2     | argilă nisipoasă                                  |
| 10  | 1,3         | calcar cu bolovani                                |
| 11  | 0,2-0,3     | argilă calcaroasă cu bolovani                     |
| 12  | 0,5-0,6     | calcar cu bolovani și faună fosilă                |
| 13  | 0,2         | calcar cu bolovani și faună fosilă                |
| 14  | 0,6-0,7     | calcar cu bolovani și faună fosilă                |
| 15  |             | calcar cu eroziuni la bază                        |

## Statut de protecție
Obiectivul a fost luat sub protecția statului prin Hotărîrea Sovietului de Miniștri al RSSM din 13 martie 1962 nr. 111, iar statutul de protecție a fost reconfirmat prin Hotărîrea Sovietului de Miniștri al RSSM din 8 ianuarie 1975 nr. 5 și Legea nr. 1538 din 25 februarie 1998 privind fondul ariilor naturale protejate de stat. Deținătorul funciar al monumentului natural este Cooperativa Agricolă de Producție „Vierul”.
Situl paleontologic este de interes deosebit pentru studiul evoluției faunei de vertebrate terestre a miocenului superior din Republica Moldova și întregul continent.
Conform situației din anul 2016, aria naturală nu este delimitată și lipsește un panou informativ sau orice fel de atenționare asupra statutului de protecție. Pe teritoriul ariei protejate se extrage piatră.